# Régine Scelles
Pour les articles homonymes, voir Scelles.
Régine Scelles, née le 12 juillet 1958 à Mont-Saint-Martin (Meurthe-et-Moselle), et morte le 28 janvier 2022 à Paris, est une psychologue clinicienne et universitaire française. Elle est professeure de psychopathologie à l'université Paris Nanterre de 2014 à 2022.
Ses travaux ont porté sur le handicap de l'enfant, et notamment son impact au sein de sa fratrie.

## Biographie
Régine Scelles naît le 12 juillet 1958 à Mont-Saint-Martin. Elle fait ses études de psychologie à l'université de Caen, puis elle soutient sa thèse de doctorat à l'université Paris VII, dirigée par Michèle Huguet, sous le titre : J'ai mal à mon frère : influence du handicap d'un enfant sur ses frères et sœurs.
Elle commence sa carrière universitaire en 1996, comme maîtresse de conférence à l'université de Tours, où elle obtient en 2002 son habilitation à diriger des recherches, avec un mémoire intitulé Contribution de l'étude des situations de handicap à la compréhension de la vie psychique du sujet dans ses liens aux autres. Elle est nommée professeure de psychologie en 2003 à l'université de Rouen.
Elle est psychologue au Sessad de l'association CESAP à partir de 2001.
De 2013 à 2017, elle est déléguée scientifique à l'évaluation des programmes du Haut Conseil de l'évaluation de la recherche et de l'enseignement supérieur (HCERES).
En septembre 2014, elle rejoint l'université Paris-Nanterre comme professeure de psychopathologie. Elle dirige le laboratoire de recherche « Clinique psychanalyse et développement» (CLIPSYD). Elle est présidente du conseil d'administration de l'INSHEA et présidente de la Fédération nationale des écoles des parents.
Elle codirige à partir de 2005, puis dirige à partir de 2007 la revue Dialogue,.
Elle cofonde en 2016 le Séminaire inter-universitaire international sur la clinique du handicap (SIICLHA), adossé à l'Association normande d'études psychologiques (ANEP),.
Elle meurt à 63 ans à Paris, le 28 janvier 2022, et elle est inhumée au cimetière d'Orsay.
En avril 2023, l'université Paris-Nanterre inaugure un espace Régine Scelles dans ses bâtiments, à l'occasion d'une journée d'hommage.

## Travaux
Régine Scelles travaille principalement sur le handicap de l'enfant, et l'impact de ce handicap sur sa fratrie. Selon elle, le handicap « fait grandir précocement la fratrie, plaçant les enfants dans une position précoce pour leur âge ». Le réflexe de « surprotection » d'un enfant handicapé par les parents, causé par une « culpabilité » de leur part, n'aide pas l'enfant handicapé, et peut provoquer deux réactions chez les membres de la fratrie : une adoption à leur tour d'un comportement de protection parental, ou d'ancrage dans leur position de membre d'une fratrie, qui se sentent délaissés dans leurs souffrances, provoquant une frustration, voire des comportements agressifs ou maltraitants.

## Publications
- C. Dayan, R. Scelles (dir.), Handicap et relations entre pairs : la solitude n'est pas une fatalité, 2021, éd. Érès.
- M. Gargiulo, S. Korff-Sausse, R. Scelles (dir.), Dispositifs psychothérapeutiques : maladies graves et handicaps, Une nécessaire créativité, 2021, éd. Érès.
- R. Scelles, M. Wawrzyniak (dir.), Parentalités en mouvement, Des pratiques à inventer, 2021, éd. Érès.
- R. Scelles (dir.), Naître, grandir, vieillir avec un handicap, Transitions et remaniements psychiques, 2016, éd. Érès.
- D. Bedoin, R. Scelles (dir.), S'exprimer et se faire comprendre, Entretiens et situations de handicap, 2015, éd. Érès.
- R. Scelles (dir.), Famille, culture et handicap, 2013, éd. Érès[16].
- J-P. Raynaud, R. Scelles (dir.), Psychopathologie et handicap de l'enfant et de l'adolescent, Approches cliniques, 2013, éd. Érès[17].
- R. Scelles, G. Petitpierre (dir.), Polyhandicap : processus d'évaluation cognitive, Outils, théories et pratiques, 2013, éd. Dunod.
- F. Pommier, R. Scelles (dir.), Mort et travail de pensée, Points de vue théoriques et expériences cliniques, 2011, éd. Érès.
- R. Scelles, Liens fraternels et handicap, 2010, éd. Érès[18].
- (collectif.), Handicap, identité sexuée et vie sexuelle, 2010, éd. Érès.
- R. Scelles (dir.), Handicap : L'Éthique dans les pratiques cliniques, 2008, éd. Érès[19].
- A-E. Aubert, R. Scelles (dir.), Dispositifs de soins au défi des situations extrêmes, 2007, éd. Érès.
- A. Ciccone, S. Korff-Sausse, S. Missonnier, R. Scelles (dir.), Cliniques du sujet handicapé, 2007, éd. Érès.